# Vornicenii Mici
Vornicenii Mici – wieś w Rumunii, w okręgu Suczawa, w gminie Moara. W 2011 roku liczyła 102 mieszkańców. 